# Заводська сільська рада (Тюменцевський район)
Заводська́ сільська рада (рос. Заводской сельский совет) — сільське поселення у складі Тюменцевського району Алтайського краю Росії.
Адміністративний центр — селище Заводський.

## Населення
Населення — 543 особи (2019; 682 в 2010, 911 у 2002).

## Склад
До складу сільської ради входять:
| Населений пункт    | Населення, осіб (2002) | Населення, осіб (2010) |
| ------------------ | ---------------------- | ---------------------- |
| Заводський, селище | 595                    | 438                    |
| Свободний, селище  | 316                    | 244                    |